# آلبرت وایت (شیرجه‌رو)
آلبرت وایت (انگلیسی: Albert White; ۱۴ مهٔ ۱۸۹۵ – ۸ ژوئیهٔ ۱۹۸۲) شیرجه‌رو اهل ایالات متحده آمریکا بود.